# Aeropuerto de Ambri
El Aeropuerto de Ambri (en italiano: Aeroporto di Ambri) es un aeropuerto general de la aviación de Suiza. Se encuentra cerca del pueblo de Ambrì, en el municipio de Quinto, en el cantón del Tesino. Ambri sirve a la zona de los alrededores y cuenta con una escuela de vuelo sin motor y una base de helicópteros con suficiencia para vuelos VFR.
El aeropuerto está situado en un valle alpino empinado del río Tesino. Está flanqueado al norte por la autopista A2 y el río, y al sur por la línea de ferrocarril del San Gotardo y los pueblos de Ambri y Piotta.
Ambri comenzó siendo una base de la Fuerza Aérea Suiza, construida durante la Segunda Guerra Mundial. Albergaba el escuadrón de caza 8, cuya flota incluía los EKW C-35, Messerschmitt Bf 109, de Havilland Vampire, de Havilland Venom y el Hawker Hunter. Fue desactivado como aeródromo militar en 1994, permaneciendo como aeródromo civil.
Las montañas que rodean el aeropuerto alojaron búnkeres que alojaron edificios tácticos, aviones de combate y tropas. Los búnkeres eran accesibles por las calles que pasan debajo de la autopista A2, y sobre el río Ticino. 